# پیت ویلتسخت
پیت ویلتسخت (هلندی: Piet Wildschut؛ تلفظ هلندی: [ˈpitər (ˈpit) ˈʋɪltsxɵt]؛ زادهٔ ۲۵ اکتبر ۱۹۵۷) بازیکن فوتبال اهل هلند بود.
از باشگاه‌هایی که در آن بازی کرده‌است می‌توان به باشگاه فوتبال خرونینگن، باشگاه فوتبال رودا جی‌سی کرکراد، باشگاه فوتبال رویال آنتورپ، باشگاه ورزشی پی‌اس‌وی آیندهوون، و باشگاه فوتبال توئنته اشاره کرد.
وی همچنین در تیم ملی فوتبال هلند بازی کرده است.